# تشارلز هوف
تشارلز هوف (بالنرويجية البوكمول: Charles Hoff)‏ هو صحفي نرويجي، ولد في 9 مايو 1902 في فريدريكستاد في النرويج، وتوفي في 19 فبراير 1985 في أوسلو في النرويج.

## وصلات خارجية
- تشارلز هوف على موقع أوليمبيديا (الإنجليزية)